# Koumac
Koumac – miasto w Nowej Kaledonii (terytorium zależne Francji). Według danych szacunkowych na rok 2008 liczy 3 226 mieszkańców.